# Гальченко, Владимир Александрович
Владимир Александрович Гальченко (5 сентября 1962, Павлодар) — советский и российский театральный актёр и деятель. Артист Самарского академического театра драмы имени М. Горького. Заслуженный артист Российской Федерации (2000), народный артист Российской Федерации (2024), народный артист Самарской области (2017).

## Биография
Родился 5 сентября 1962 года в Павлодаре. С детства интересовался сценой.
В 1980 году после окончания школы, покинул родное место жительства и перебрался в Москву. В этом же году Гальченко поступил в Воронежский государственный институт искусств на курс профессора В. Бугрова, который окончил в 1985 году, получив красный диплом актёра театра и кино. После получения специальности, поступил в труппу Самарского академического театра драмы имени М. Горького, которому продолжает служить.

## Звания и награды

### Звания
- Народный артист Российской Федерации (3 апреля 2024)[1][2].
- Заслуженный артист Российской Федерации (5 июня 2000)[3].
- Народный артист Самарской области (2017)[4].

### Другие достижения
- Лауреат профессионального конкурса «Самарская театральная муза» в номинации «Лучшая мужская роль второго плана» за исполнение роли Князя Серпуховского в спектакле «История лошади» по Л. Толстому (2017)[4]
- Лауреат национальной театральной премии «Золотая маска» в номинации «Лучшая роль второго плана» за исполнение роли Князя Серпуховского в спектакле «История лошади» по Льву Толстому (2017)[2][5]
- Лауреат губернского конкурса «Самарская театральная муза» за роль Леопольда в спектакле «Sex comedy в летнюю ночь», в номинации «лучшая роль второго плана в драматическом театре» (2010)[6]
- Лауреат губернского конкурса «Самарская театральная муза» за роль Машу в спектакле «Месье Амилькар, или Человек, который платит», в номинации «лучшая мужская роль» (2005)[6]
- Лауреат губернского конкурса «Самарская театральная муза» за роль Иосифа II в спектакле «Амадеус», в номинации «лучшая роль второго плана в драматическом театре» (2004)[6]
- Почётный знак Думы городского округа Самара за заслуги перед городским сообществом[6]
- Премия «Признание» (2019) театрального фестиваля имени Рыбакова: за дуэт с Натальей Прокопенко в спектакле «Корсиканка»[7][8].